# Sulawesi Tengah
Sulawesi Tengah är en provins på centrala till norra Sulawesi i Indonesien.

## Administrativ indelning
Provinsen är indelad i tio distrikt och en stad.
Distrikt (Kabupaten):
- Banggai, Banggai Kepulauan, Buol, Donggala, Morowali, Parigi Moutong, Poso, Sigi, Tojo Una-Una, Toli-Toli

Stad (Kota):
- Palu